# لازار ستويانوفيتش
كان لازار ستويانوفيتش (1 مارس 1944 - 4 مارس 2017) مخرجًا وصحفيًا وناشطًا مناهضًا للحرب، وهو أحد أبرز المعارضين الثقافيين ليوغوسلافيا الاشتراكية. حُظر فيلمه الذي حمل عنوان يسوع البلاستيكي عام 1971 في يوغسلافيا الجنوبية الاتحادية لمدة ثمانية عشر عاما (1972-1990) وتسبب في سجنه لعدة سنوات. عمل ستويانوفيتش صحفيًا ومخرجًا وثائقيًا وناشطًا مناهضًا للحرب بعد انهيار يوغوسلافيا خلال نظام سلوبودان ميلوشيفيتش في التسعينيات.

## بداية حياته
أصبح لازار ستويانوفيتش المولود في بلغراد ناشطًا سياسيًا في أوائل الستينيات، وانضم في عام 1966 إلى الحزب الشيوعي اليوغوسلافي الذي استُبعد منه في عام 1972. كان لازار وشقيقه الفيلسوف فويسلاف ستويانوفيتش نشطين في الحركة الطلابية اليوغوسلافية. وكان لازار أحد قادة الهيئة التنظيمية بالأكاديمية أثناء احتجاجات الطلاب عام 1968. درس علم النفس في كلية الفلسفة في بلغراد بالتوازي مع دراساته في أكاديمية السينما والمسرح والإذاعة والتلفزيون. كان خلال تلك الفترة مؤلفًا ومحررًا لمجلات الطلاب عام 1971. نشر لازار عندما كان رئيس تحرير صحيفة الطالب" نقدًا ساخرًا لمعسكر الاعتقال السياسي اليوغوسلافي جولي أوتوك. كرّس في عام 1971 عندما كان محررًا لصحيفة ذا فيوز عددًا واحدًا للحديث عن الأنظمة السياسية والقانونية والصحفية لرسومات الرايخ الثالث بالتوازي مع النظام الشيوعي اليوغوسلافي. حظرت السلطات منشوراته على الفور واعتقلته. لكنه لم يحاكم في النهاية.

## معارضته الثقافية من خلال الفيلم
يعتبر لازار ستويانوفيتش مثالًا للجيل الثاني من مخرجي الموجة السوداء، وهي حركة فنية ظهرت فيما يسمى بالفيلم اليوغسلافي الجديد (1961-1972). تحدثت أفلام الموجة السوداء في الغالب عن الأفراد والمجموعات المهمشة، وشككت في الثورة الاشتراكية والحرية الشخصية، وكذلك شككت في حرية التعبير في ظل النظم الاشتراكية.
صور فلم يسوع البلاستيكي في عام 1971 باعتباره مشروع تخرج ستويانوفيتش في الأكاديمية. احتوى الفيلم على قسم بسيط تحدث عن شخصية المخرج (توم جوتوفاك) الذي حاول صنع فيلم أثناء عيشه على حساب شريكته. ومثّل الفيلم هجومًا لاذعًا على جميع المحرمات السياسية والجنسية في ذلك الوقت تقريبًا. مثلت الطريقة التي استخدمت بها شخصية الرئيس السابق جوزيب بروز تيتو في الفيلم بالنسبة للرقابة اليوغسلافية هجومًا على صورة وعمل رئيس الدولة واعتداء على النظام بأكمله.
حصل الفيلم على اهتمام الرقابة في عام 1972 وحُظر قبل أي عرض عام، وقُدم المؤلف إلى المحاكمة. بقي الفيلم محظورًا حتى عام 1990 في يوغسلافيا، وعرض في النهاية في بلغراد بشكل منتظم لمدة أربعة أشهر. حصل الفيلم على جائزة الاتحاد الدولي للنقاد السينمائيين في عام 1991 في مهرجان الأفلام في مونتريال. وعرض المؤلف الفيلم عدة مرات في جامعات أجنبية معظمها أمريكية (جامعة كولومبيا وستانفورد) حيث ألقى محاضرات أيضًا. عُرض الفلم في متحف موا الشهير في أبريل 2016 لمدة سبعة أيام. أنتج أرشيف الأفلام اليوغوسلافية نسخة معاد صياغتها أعيد فيها دمج مشهد حذفته الرقابة.

## روابط خارجية
- لازار ستويانوفيتش على موقع IMDb (الإنجليزية)
- لازار ستويانوفيتش على موقع قاعدة بيانات الفيلم (الإنجليزية)